# Pema Chopel
Pema Chopel (* 6. August 1981) ist bhutanischer ehemaliger Fußballspieler.
Pema Chopel spielte auf Vereinsebene für den Yedzin FC. Zudem war er Mitglied der bhutanischen Nationalmannschaft, deren Aufgebot er auch bei der Südasienmeisterschaft 2005 angehörte. Hier wurde er bei der 1:3-Niederlage im Gruppenspiel gegen die nepalesische Auswahl als Stürmer eingesetzt.